# Alpenpokal 1985
Der Alpenpokal 1985 war die 25. Auflage des Fußballwettbewerbs. AJ Auxerre gewann das Finale gegen AS Monaco.

## Gruppenphase

### Gruppe A
| Pl.                                                              | Verein               | Sp. | S | U | N | Tore    | Diff. | Punkte | Bonus | Gesamt |
| ---------------------------------------------------------------- | -------------------- | --- | - | - | - | ------- | ----- | ------ | ----- | ------ |
| 1.                                                               | AJ Auxerre           | 4   | 4 | 0 | 0 | 021:200 | +19   | 08     | 4     | 12     |
| 2.                                                               | FC Sochaux           | 4   | 4 | 0 | 0 | 015:100 | +14   | 08     | 3     | 11     |
| 3.                                                               | FC La Chaux-de-Fonds | 4   | 0 | 0 | 4 | 002:150 | −13   | 0      | 0     | 0      |
| 4.                                                               | Neuchâtel Xamax      | 4   | 0 | 0 | 4 | 001:210 | −20   | 0      | 0     | 0      |
| 1 Bonuspunkt pro Spiel, das mit 3 oder mehr Toren gewonnen wird. |                      |     |   |   |   |         |       |        |       |        |

| FC La Chaux-de-Fonds | 0:4 | FC Sochaux           |
| Neuchâtel Xamax      | 1:7 | AJ Auxerre           |
| FC La Chaux-de-Fonds | 1:5 | AJ Auxerre           |
| FC Sochaux           | 3:0 | Neuchâtel Xamax      |
| FC Sochaux           | 2:1 | FC La Chaux-de-Fonds |
| AJ Auxerre           | 5:0 | Neuchâtel Xamax      |
| AJ Auxerre           | 4:0 | FC La Chaux-de-Fonds |
| Neuchâtel Xamax      | 0:6 | FC Sochaux           |

### Gruppe B
| Pl.                                                              | Verein              | Sp. | S | U | N | Tore    | Diff. | Punkte | Bonus | Gesamt |
| ---------------------------------------------------------------- | ------------------- | --- | - | - | - | ------- | ----- | ------ | ----- | ------ |
| 1.                                                               | AS Monaco           | 4   | 4 | 0 | 0 | 017:200 | +15   | 08     | 3     | 11     |
| 2.                                                               | FC Nantes           | 4   | 4 | 0 | 0 | 012:400 | +8    | 08     | 2     | 10     |
| 3.                                                               | Grasshoppers Zürich | 4   | 0 | 0 | 4 | 003:130 | −10   | 0      | 0     | 0      |
| 4.                                                               | FC Lausanne-Sport   | 4   | 0 | 0 | 4 | 003:160 | −13   | 0      | 0     | 0      |
| 1 Bonuspunkt pro Spiel, das mit 3 oder mehr Toren gewonnen wird. |                     |     |   |   |   |         |       |        |       |        |

| FC Lausanne-Sport   | 0:3 | FC Nantes           |
| AS Monaco           | 6:1 | Grasshoppers Zürich |
| FC Lausanne-Sport   | 1:2 | AS Monaco           |
| FC Nantes           | 2:1 | Grasshoppers Zürich |
| FC Nantes           | 5:2 | FC Lausanne-Sport   |
| Grasshoppers Zürich | 0:3 | AS Monaco           |
| AS Monaco           | 6:0 | FC Lausanne-Sport   |
| Grasshoppers Zürich | 1:2 | FC Nantes           |

## Finale
Das Spiel fand am 5. Januar 1986 in Auxerre statt.
|            | Ergebnis |           |
| ---------- | -------- | --------- |
| AJ Auxerre | 1:0      | AS Monaco |